# 中華民國駐瓜地馬拉大使館
中华民国驻危地马拉大使馆（西班牙語：Embajada de la República de China (Taiwán) en Guatemala）是中華民國设在危地马拉的大使館。

## 歷史

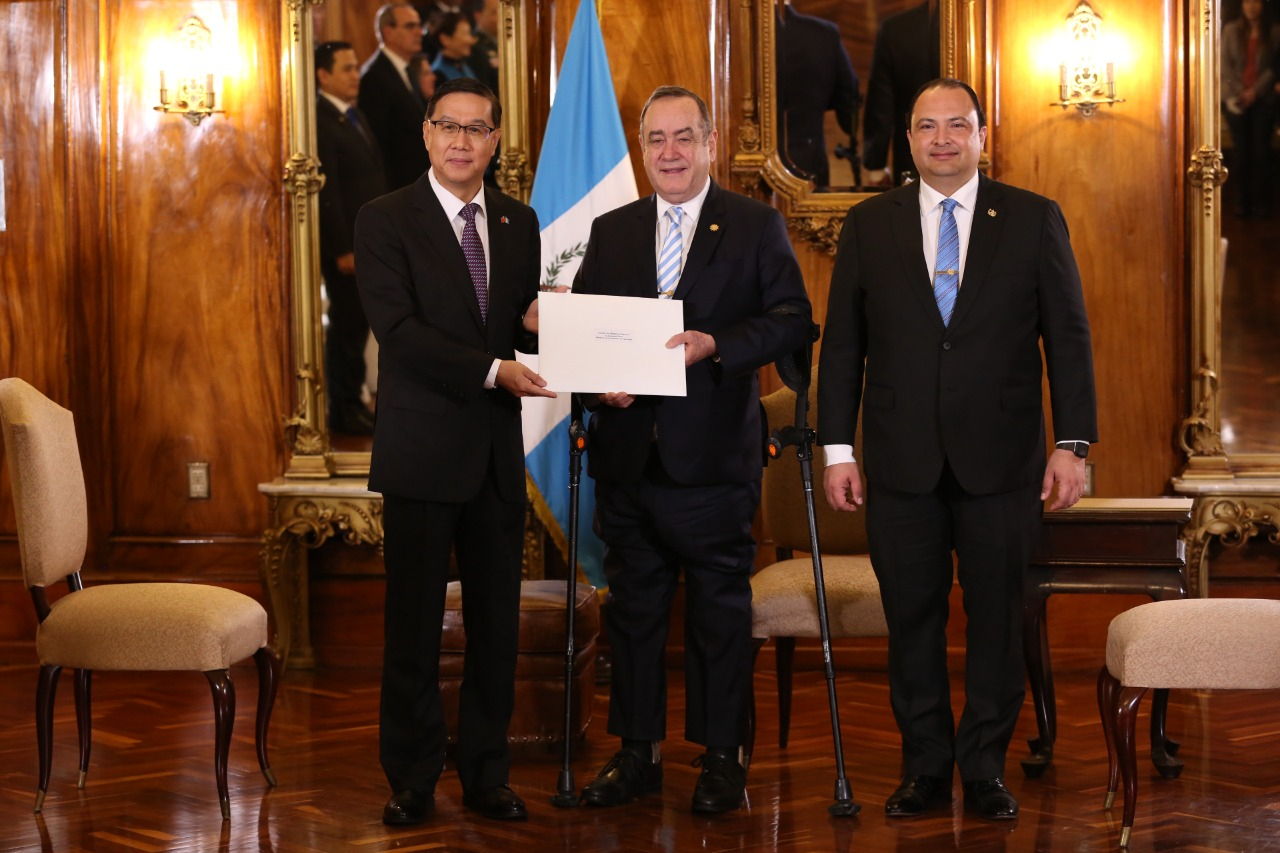
時任中華民國駐瓜地馬拉大使曹立傑向時任瓜地馬拉總統亚历杭德罗·贾马特呈遞到任国书

1933年6月15日，中華民國與瓜地馬拉建立邦交關係，1935年中华民国驻危地马拉城总领事馆（西班牙語：Consulado General de la República de China en Ciudad de Guatemala）成立。
1954年12月22日，危地马拉城总领事馆晋升为中華民國駐瓜地馬拉公使馆。
1960年9月1日，中华民国驻危地马拉公使馆升格為中華民國駐瓜地馬拉大使館。

## 外部連結
- 中华民国驻危地马拉大使馆 （页面存档备份，存于）（中文） ，Embajada de la República de China (Taiwán) en Guatemala （页面存档备份，存于）（西班牙文）
- 中華民國駐瓜地馬拉大使館的X（前Twitter）
- 中華民國駐瓜地馬拉大使館的Facebook專頁